# Лига вызова АФК
Лига вызова АФК (англ. AFC Challenge League), ранее — Кубок президента АФК (англ. AFC President's Cup) — ежегодный международный футбольный турнир, проводимый Азиатской конфедерацией футбола (АФК) среди чемпионов стран, которые входят в третью группу стран, так называемых «возникающих» (англ. emerging). В первую и вторую группу входят страны, клубы которых участвуют в Элитной Лиге чемпионов АФК и Второй Лиге чемпионов АФК соответственно.

## Формат
В первом розыгрыше в 2005 году в турнире приняло участие 8 клубов из Бутана, Камбоджи, Кыргызстана, Непала, Пакистана, Таджикистана, Тайваня и Шри-Ланки. Турнир прошёл в Непале в течение 11 дней. В таком формате прошли турниры в 2006 году в Малайзии и в 2007 году в Пакистане.
В 2008 году в разряд «возникающих» стран были переведены Туркменистан и Бангладеш. Также впервые выставила свою команду Мьянма. Количество команд увеличилсоь до 11, турнир был разделён на 2 стадии: предварительную, на которой клубы разбиты на 3 группы, и финальную, в которую выходят победители групп и лучшая команда, занявшая 2-е место. Групповые турниры и финальная стадия проходили в одной из участвующих стран.
В 2011 году в турнире впервые принял участие чемпион Палестины. Число участников достигло 12 и формат турнира был несколько изменён. В предварительной стадии участники по-прежнему были разбиты на 3 группы (по 4 команды), но в финальную стадию выходили по 2 лучшие команды из группы. В финальной стадии 6 участников были разбиты на 2 группы, победители групп выходили в финал. Групповые турниры и финальная стадия проходили в одной из участвующих стран.

## Финалы
| Сезон      | Победитель                     | Счёт         | Финалист                         | Стадион                              |
| ---------- | ------------------------------ | ------------ | -------------------------------- | ------------------------------------ |
| 2005       | Регар-ТадАЗ (Турсунзаде)       | 3:0          | Дордой-Динамо (Нарын)            | Дасаратх Рангасала, Катманду         |
| 2006       | Дордой-Динамо (Нарын)          | 2:1          | Вахш (Курган-Тюбе)               | Саравак, Кучинг                      |
| 2007       | Дордой-Динамо (Нарын)          | 2:1          | Махендра (Катманду)              | Пенджаб, Лахор                       |
| 2008       | Регар-ТадАЗ (Турсунзаде)       | 1:1 (п. 4:3) | Дордой-Динамо (Нарын)            | Спартак, Бишкек                      |
| 2009 Обзор | Регар-ТадАЗ (Турсунзаде)       | 2:0          | Дордой-Динамо (Нарын)            | Металлург, Турсунзаде                |
| 2010 Обзор | Яданабон (Мандалай)            | 1:0          | Дордой (Бишкек)                  | Тувунна, Янгон                       |
| 2011 Обзор | Тайвань Пауэр Компани (Гаосюн) | 3:2          | Пномпень Краун (Пномпень)        | Национальный стадион, Гаосюн         |
| 2012 Обзор | Истиклол (Душанбе)             | 2:1          | Марказ Шабаб Аль-Амари (Рамалла) | Центральный стадион Душанбе, Душанбе |
| 2013 Обзор | Балкан (Балканабат)            | 1:0          | КРЛ (Равалпинди)                 | Ханг Джебат, Мелака                  |
| 2014 Обзор | МТТУ (Ашхабад)                 | 2:1          | Римёнсу (Саривон)                | Сугатхадаса, Коломбо                 |

## Победители и финалисты
В 2010 году в шестом розыгрыше турнира впервые победителем стал клуб не с территории бывшего Советского Союза. Финал проходил в Мьянме и в дополнительное время хозяева из «Яданабона» вырвали победу у киргизского «Дордоя». До этого только 2 клуба выигрывали турнир, это представители Таджикистана — «Регар-ТадАЗ» (3 раза) и Кыргызстана — уже упоминавшийся «Дордой» (до 2010 года носивший название «Дордой-Динамо») (2 раза). Более того до 2010 года только однажды в финале турнира участвовал клуб не из этих стран, в 2007 году в финал вышел клуб из Непала. Интересно также, что «Регар-ТадАЗ» трижды выходил в финал, все 3 раза его соперником становился «Дордой-Динамо», и все 3 раза победу праздновал таджикский клуб, включая турнир в 2008 году, когда финал проходил в Кыргызстане. Что касается «Дордоя», клуб участвовал в первых 6 турнирах и неизменно выходил в финал. В 2011 году впервые в финал не смог выйти ни один представитель стран бывшего Советского Союза, на домашней арене победу праздновал представитель Тайваня «Тайвань Пауэр Компани», взявший вверх над камбоджийским клубом «Пномпень Краун». В 2013 году трофей впервые завоевал туркменский «Балкан», в финале обыграв пакистанский «КРЛ» (1:0).

### По клубам
| Клуб                             | П | Ф | Годы                               |
| -------------------------------- | - | - | ---------------------------------- |
| Регар-ТадАЗ (Турсунзаде)         | 3 | 3 | 2005, 2008, 2009                   |
| Дордой (Бишкек)                  | 2 | 6 | 2005, 2006, 2007, 2008, 2009, 2010 |
| Яданабон (Мандалай)              | 1 | 1 | 2010                               |
| Тайвань Пауэр Компани (Гаосюн)   | 1 | 1 | 2011                               |
| Истиклол (Душанбе)               | 1 | 1 | 2012                               |
| Балкан (Балканабат)              | 1 | 1 | 2013                               |
| МТТУ (Ашхабад)                   | 1 | 1 | 2014                               |
| Вахш (Курган-Тюбе)               |   | 1 | 2006                               |
| Махендра (Катманду)              |   | 1 | 2007                               |
| Пномпень Краун (Пномпень)        |   | 1 | 2011                               |
| Марказ Шабаб Аль-Амари (Рамалла) |   | 1 | 2012                               |
| КРЛ (Равалпинди)                 |   | 1 | 2013                               |
| Римёнсу (Саривон)                |   | 1 | 2014                               |

### По странам
| Страна                | П | Ф |
| --------------------- | - | - |
| Таджикистан           | 4 | 5 |
| Кыргызстан            | 2 | 6 |
| Туркменистан          | 2 | 2 |
| Мьянма                | 1 | 1 |
| Тайвань               | 1 | 1 |
| Непал                 |   | 1 |
| Камбоджа              |   | 1 |
| Государство Палестина |   | 1 |
| Пакистан              |   | 1 |
| КНДР                  |   | 1 |